# أكسيد النحاس والباريوم والإتريوم
أكسيد النحاس والباريوم والإتريوم (اختصاراً YBCO) هو أكسيد مضاعف يجمع عناصر النحاس والباريوم والإتريوم، صيغته YBa2Cu3O7، ويتميز بخواصه الموصلية الفائقة.

## التحضير
يحضر هذا الأكسيد من عملية صهر لخليط من كربونات العناصر الموافقة عند درجات حرارة تتراوح بين 1000 و1300 كلفن.

## الخواص
تعد هذه المادة من المواد المتميزة بالتوصيل الفائق عند درجات حرارة مرتفعة، وكانت أول مادة اكتشف أن لها موصلية فائقة فوق نقطة غليان النتروجين السائل.